# Matthew Gregory Lewis
Matthew Gregory Lewis (ur. 9 lipca 1775 w Londynie, zm. 14 maja 1818) – brytyjski pisarz i dramaturg, autor słynnej powieści gotyckiej Mnich. Do fascynacji tą powieścią gotycką przyznawali się m.in. Byron i de Sade.

## Życiorys
Lewis urodził się jako najstarszy syn małżeństwa Matthew Lewisa seniora oraz Frances Lewis. Jego ojciec przyszedł na świat na Jamajce w 1750 roku, był sekretarzem stanu w Ministerstwie Wojny i miał z tej racji pokaźne pobory. Matka Lewisa opuściła męża w 1781 i związała się z muzykiem. Łączący się z tym skandal wymagał złożenia pozwu o rozwód, co było procesem wymagającym aprobaty parlamentu. Postępowanie jednak się nie odbyło, a rodzice Lewisa żyli od tego czasu oddzielnie.
Podczas studiów w Westminster School oraz w Christ Church College, które miały go przygotować do kariery dyplomatycznej, Lewis spędzał trochę czasu w różnych europejskich krajach, w szczególności po to, aby poszerzać umiejętności językowe. Po wizycie w Paryżu w 1791 roku, spotkał w Weimarze Goethego, Schillera, oraz Wielanda i zapoznał jego przyjaciela Byrona z Faustem. W 1794 roku został attaché kultury brytyjskiej ambasady w Hadze.
W latach 1796–1802 Lewis był członkiem brytyjskiej Izby Niższej i reprezentował tam Hindon. Chociaż jego rodzina wywodziła się od właścicieli niewolników, w 1807 głosował on za jego zniesieniem. Po kilku latach oddał swój mandat, aby w całości poświęcić się literaturze. Mógł on sobie pozwolić na ową niezależność, ponieważ w 1812 ojciec pozostawił mu spory majątek. W 1815 Lewis odwiedził w przeciągu czterech miesięcy swoje posiadłości na Jamajce, w tym czasie powstała książka Journal of a West Indian Proprietor (opublikowana pośmiertnie). Odwiedzał on także Szwajcarię oraz Włochy, gdzie spotykał swoich przyjaciół Byrona oraz Mary Shelley. Podczas swojej kolejne wizyty na Jamajce w 1817, gdzie wstawiał się za poprawą warunków życiowych niewolników, zachorował na żółtą febrę i zmarł w drodze powrotnej. Jego prochy zostały oddane morzu.

## Twórczość
Jeszcze jako student Lewis próbował przybliżyć angielskiej publiczności klasykę weimarską oraz okres burzy i naporu. Przetłumaczył on sztukę Schillera Intryga i miłość nazwaną The Minister oraz utwór Rolla autorstwa Kotzebue. Jego powieść grozy pt. Mnich (1794), opublikowana anonimowo, przyniosła mu wielki sukces. Choć większość recenzentów jak Coleridge odrzucało dzieło jako nienaturalne i nadęte, a inni mówili nawet o plugawości i bluźnierstwie, godnym potępienia na drodze prawnej, powieść odniosła dzięki owej niesławie niesamowity sukces. Bardzo krytykowane wydanie pierwsze odbiega jednak od wersji zmodyfikowanej, szczególnie w odniesieniu do seksualnie i bluźnierczo eksponowanych odcinków tekstu, wypełnionych dodatkowo przemocą, co jednak po owej korekcie nie zmieniło książkowej aury nieprzyzwoitości. Gdy autorstwo Lewisa wyszło na światło dzienne, polała się fala krytyki i oburzenia. Byron pisał, że Lewis zamienił Parnas w cmentarz i że w jego głowie sam szatan mógłby odkryć piekło, którego jeszcze nie zna.

## Inspiracje
Lewis stoi całkowicie w tradycji powieści gotyckiej, do jego najważniejszych inspiracji należy książka Zamczysko w Otranto Walpole’a. Mnich jest mocno zainspirowany niemieckim okresem przedromantycznym, jak i wczesnym romantyzmem, także autorem literatury trywialnej Christianem Heinrichem Spießem. Lewis przejął elementy baśni, znalezione u Herdera oraz zintegrował tłumaczenia niektórych wierszy Musäusa, co nie zostało jednak wyraźnie zaznaczone. Do najważniejszych źródeł należy także Joseph Glanvill z dziełem Sadducismus Triumphatus, apologią wierzeń w duchy i wiedźmy.
Sama powieść Mnich inspirowała przykładowo Ann Radcliffe z utworem Italczyk albo konfesjonał czarnych pokutników (ang. The Italian), Charlesa Roberta Maturina z dziełem Melmoth the Wanderer, E.T.A. Hoffmanna z książką Diable eliksiry, a we Francji m.in. Victora Hugo. Teoretyk literacki Julia Kristeva zajmowała się w jej pracy pt. Potęga obrzydzenia. Esej o wstręcie (ang. Powers of Horror: an Essay on abjection) psychologią zniewolenia, więzienia, którą powieść Lewisa często pośrednio sugeruje.
Jego późniejsze dzieła, z silnymi wpływami romantycznymi, pozostające jednak wierne powieści grozy, są dzisiaj zapomniane. Jednak za czasów Lewisa cieszyły się dużym uznaniem. Razem z Walterem Scottem i Robertem Southeyem pisał on także zbiory romantycznych opowiadań.

## Publikacje
- Mnich (The Monk)
- The Castle Spectre
- Adelmorn the Outlaw
- The Anaconda
- The Bravo of Venice
- The Midnight Embrace
- Mistrust
- Sir Guy, the Seeker
- Journal of a West Indian Proprietor

### Tłumaczenia
- The Minister (Intryga i miłość autor: Friedrich Schiller)
- Rolla  (autor: August von Kotzebue)